# 卡特琳·戈林-埃卡特

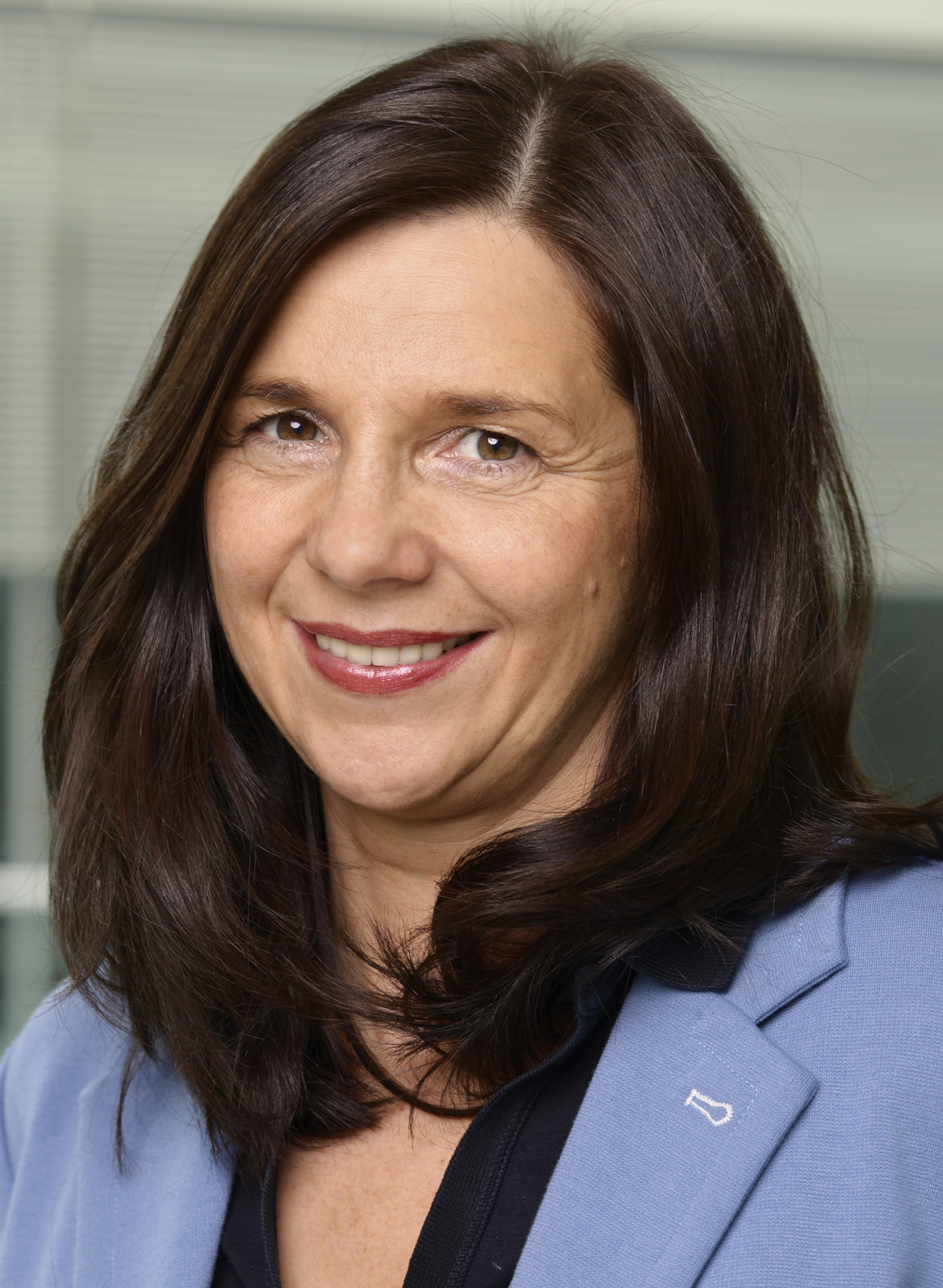

卡特琳·达格玛·戈林-埃卡特（德語：Katrin Dagmar Göring-Eckardt；1966年5月3日—），是德國綠黨（正式稱為聯盟90/綠黨）政治人物，自1998年以來一直擔任德國聯邦議院議員。艾卡特在聯邦議院（2002年至2005年）擔任黨內核心小組的聯合主席。她在2005年10月18日擔任聯邦議院綠黨副主席，直到2013年。在2012年11月的初選中，綠黨選擇她和尤爾根·特里汀作為2013年德國綠黨的前兩名候選人參選。艾卡特是2017年德國聯邦選舉中綠黨的最高候選人之一。